# Philippe Soulez
Philippe Soulez (1943-1994) est un philosophe français. Docteur en philosophie (Université Paris IV-Sorbonne, 1987), il était professeur agrégé de philosophie à l'Université de Paris VIII. 

## Biographie
Philippe Soulez était le cousin germain de l'écrivain Michel Larivière et de l'avocat Daniel Soulez Larivière.
Spécialiste de la pensée d'Henri Bergson, il travailla à une biographie du philosophe qui resta inachevée en raison de son décès accidentel le 9 juillet 1994. L'ouvrage a été complété par Frédéric Worms et publié pour la première fois en 1997 sous le titre de Bergson : biographie (Flammarion). Parallèlement à ses travaux sur Bergson, Soulez s'est intéressé à l'histoire de la philosophie française durant la Première Guerre mondiale. Ses recherches ont donné lieu à la publication de collectifs dont l'un est paru après sa mort. Son épouse Antonia lui rendit hommage en 1997 en publiant un recueil d'études consacrées à Otto Neurath.

## Principales publications
- 1997 (avec Frédéric Worms). Bergson : biographie, complétée par Frédéric Worms, Paris, Flammarion, « Grandes biographies ».  (ISBN 2-08-066669-X) ; rééd. Paris, Presses universitaires de France, « Quadrige », 2002.  (ISBN 2-13-053176-8)
- 1992 (édition et présentation), La guerre et les philosophes : de la fin des années 1920 aux années 1950, contributions de Jonathan Barnes, Jeffrey Andrew Barash, Jean-Michel Besnier (et al.), Saint-Denis, Presses universitaires de Vincennes, « La philosophie hors de soi ».  (ISBN 2-903981-82-5)
- 1989. Bergson politique, Paris : Presses universitaires de France, « Philosophie d'aujourd'hui ».  (ISBN 2-13-042370-1)
- 1989. Bergson : le philosophe et l'homme, Lille 3, ANRT. Th. Philos. : Paris 4, 1987. (thèse)
- 1988 (édition et présentation), Les Philosophes et la guerre de 14, contributions de Étienne Balibar, Giovanni Cianci, Giuseppe Ferraro, Marc Ferro (et al.), Saint-Denis, Presses Universitaires de Vincennes,  « La philosophie hors de soi ».  (ISBN 2-903981-50-7)

## Hommage
- Antonia Soulez (et al.), 1997. « Otto Neurath, un philosophe entre guerre et science : En hommage à Philippe Soulez », Cahiers de philosophie du langage, n°2,  (ISBN 2-7384-5629-4)

## Textes en ligne
- Soulez, Philippe, « Sociologie de la population scolaire en Côte d'Ivoire », Cahiers d'études africaines, vol. 9, n°36, 1969, pp. 527-545.